# 디스트리뷰티드 매니지먼트 태스크 포스
디스트리뷰티드 매니지먼트 태스크 포스(Distributed Management Task Force, DMTF)는 클라우드, 가상화, 네트워크, 서버, 스토리지 등 다양한 신규 및 기존 IT 인프라를 아우르는 개방형 관리 표준을 만드는 501(c)(6) 비영리 산업 표준 기구이다. 회원사와 제휴 파트너는 정보 기술의 상호 운용 가능한 관리를 개선하기 위한 표준에 대해 협력한다.
오리건주 포틀랜드에 본사를 둔 DMTF는 브로드컴, 시스코, 델 테크놀로지스, 휴렛 팩커드 엔터프라이즈, 인텔, 레노버, Positivo Tecnologia S.A., 버라이즌을 포함한 기술 기업을 대표하는 이사회에서 이끌고 있다.

## 역사
1992년 데스크톱 관리 태스크 포스로 설립된 이 조직의 첫 번째 표준은 현재는 사용되지 않는 데스크톱 관리 인터페이스(DMI)였다. 이 조직이 공통 정보 모델(CIM)과 같은 추가 표준을 통해 분산 관리를 다루기 위해 발전함에 따라 1999년에 디스트리뷰티드 매니지먼트 태스크 포스로 이름을 변경했지만, 현재는 DMTF로 알려져 있다.
DMTF는 Redfish 표준, SMBIOS, SPDM 및 PMCI 표준과 같은 최신 사양을 통해 컨버지드, 하이브리드 IT 및 소프트웨어 정의 데이터 센터(SDDC)를 계속 다루고 있다.

## 표준
DMTF 표준은 다음을 포함한다:
- CADF - 클라우드 감사 데이터 연합
- CIMI - 클라우드 인프라 관리 인터페이스
- CIM - 공통 정보 모델
- CMDBf - 구성 관리 데이터베이스 연합[1]
- DASH - 시스템 하드웨어용 데스크톱 및 모바일 아키텍처
- MCTP - NVMe-MI, I2C/SMBus 및 PCIe 바인딩을 포함한 관리 구성 요소 전송 프로토콜
- NC-SI - 네트워크 컨트롤러 사이드밴드 인터페이스
- OVF - 개방형 가상화 포맷
- PLDM - 펌웨어 업데이트, Redfish 장치 활성화(RDE)를 포함한 플랫폼 수준 데이터 모델
- Redfish – 프로토콜, 스키마, 호스트 인터페이스, 프로필 포함
- SMASH - 서버 하드웨어용 시스템 관리 아키텍처
- 시스템 매니지먼트 바이오스 (SMBIOS) – 표준화된 호스트 관리 정보
- SPDM - 보안 프로토콜 및 데이터 모델

## 같이 보기
- 클라우드 인프라 관리 인터페이스
- 일반 정보 모델 (컴퓨팅)
- 데스크톱 및 모바일 시스템 하드웨어 아키텍처
- 관리 구성 요소 전송 프로토콜
- NC-SI
- 개방형 가상화 포맷
- Redfish (사양)
- 서버 하드웨어용 시스템 관리 아키텍처
- SMBIOS

### 일반
- https://www.theregister.co.uk/2015/08/05/dmtf_signs_off_redfish_server_management_spec_v_10/
- https://digitalisationworld.com/news/49120/dmtf-announces-redfish-api-advancements
- https://searchstorage.techtarget.com/tip/Choose-the-right-storage-management-interface-for-you